# Platform for Open Exploration
Poe (acronyme de Platform for Open Exploration) est un chatbot IA développée par Quora permettant aux utilisateurs d’interagir avec divers agents conversationnels basés sur l’intelligence artificielle. Lancée en 2023, Poe propose une interface où plusieurs modèles d’IA peuvent être consultés au sein d’un même espace, rendant l’exploration et la comparaison de leurs réponses plus accessibles.

## Historique
La plateforme Poe a été lancée publiquement par Quora en février 2023, d’abord sous forme d’application iOS, puis étendue à d'autres systèmes comme Android et le Web,. Elle visait à rendre l’accès aux grands modèles de langage plus simple pour le grand public, en se positionnant comme un agrégateur de plusieurs IA,.
Parmi les premiers modèles proposés figuraient ChatGPT d’OpenAI et 
Claude d’Anthropic. Poe permet aussi à des développeurs tiers de créer et personnaliser des "bots" basés sur des modèles publics.

## Caractéristiques
Poe permet d'accéder à plusieurs intelligences artificielles via une seule interface, disponible sur ordinateur et mobile. La plateforme offre la possibilité de comparer différents modèles, de créer des bots personnalisés, et de retrouver l'historique des conversations.

### Modèles populaires
Parmi les modèles populaires disponibles sur Poe (selon les périodes et mises à jour) :
- GPT-3.5 et GPT-4 (OpenAI)
- Claude Instant et Claude 2/3 (Anthropic)
- Gemini (Google)
- Mistral (Mistral AI)